# اصول مراقبت
اصول مراقبت (به انگلیسی: The Fundamentals of Caring) یک فیلم کمدی-درام جاده‌ای آمریکایی به کارگردانی و نویسندگی  راب بورنت محصول سال ۲۰۱۶ است. این فیلم بر پایۀ رمان اصول بازبینی مراقبت اثر جاناتان اویسون است. در این فیلم بازیگرانی همچون پل راد، کریگ رابرتس و سلنا گومز ایفای نقش کرده‌اند.
در ۱۱ اکتبر ۲۰۱۲‌‌، راب بورنت که مدیر عامل اجرایی ورلدواید پنتس بود، حقوق رمان اصول بازبینی مراقبت اثر جاناتان اویسون را به دست آورد. بورنت نویسندگی و کارگردانی و دونا جیگلیوتی و جیمز اسپایز تهیه‌کنندگی فیلم را بر عهده گرفتند. در ژانویه ۲۰۱۵، پل راد و سلنا گومز به عنوان بازیگر به پروژه اضافه شدند. در ۷ دسامبر همان سال اعلام شد که عنوان اصلی پروژه از اصول بازبینی مراقبت به اصول مراقبت تغییر کرده‌است. مدتی بعد، بابی کاناوله و کریگ رابرتس به جمع بازیگران پیوستند. فیلم‌برداری در ۲۲ ژانویه ۲۰۱۵ در آتلانتا آغاز و ۲۶ روز بعد، در ۲۶ فوریه ۲۰۱۵ به اتمام رسید.
اصول مراقبت نخستین بار در ۲۹ ژانویه ۲۰۱۶ در اختتامیه جشنواره فیلم ساندنس به نمایش درآمد. در ژانویه ۲۰۱۶، نتفلیکس حقوق توزیع جهانی فیلم را به دست آورد و در ۲۴ ژوئن ۲۰۱۶ پخش آن‌را آغاز کرد. فیلم به طور کلی نقدهای مثبتی از سوی منتقدان دریافت کرد.

## داستان
بن بنجامین نویسنده‌ای است که برای مدتی شغل خود را کنار می‌گذارد و تصمیم می‌گیرد از پسری به نام ترور که به دیستروفی ماهیچه‌ای مبتلا است، مراقبت کند. ترور که به جاذبه‌های گردشگری کنار جاده‌ای آمریکا علاقه‌مند است به همراه بن سفری را برای دیدن عمیق‌ترین گودل جهان آغاز می‌کند. آن‌ها در سفرشان با دختر جوانی به نام دات که با پدرش مشکل دارد و قصد دارد به دنور برود، آشنا می‌شوند.

## بازیگران
- پل راد در نقش بن بنجامین
- کریگ رابرتس در نقش ترور
- سلنا گومز در نقش دات
- جنیفر ایلی در نقش السا
- بابی کاناوله در نقش کش
- مگان فرگوسن در نقش پیچز
- فردریک والر در نقش باب